# Крістіан Готлоб Нефе
Крістіан Го́тлоб Не́фе (нім. Christian Gottlob Neefe; 5 лютого 1748, Хемніц — 26 грудня 1798, Дессау) — німецький композитор, диригент, органіст та естетик.

## Біографія

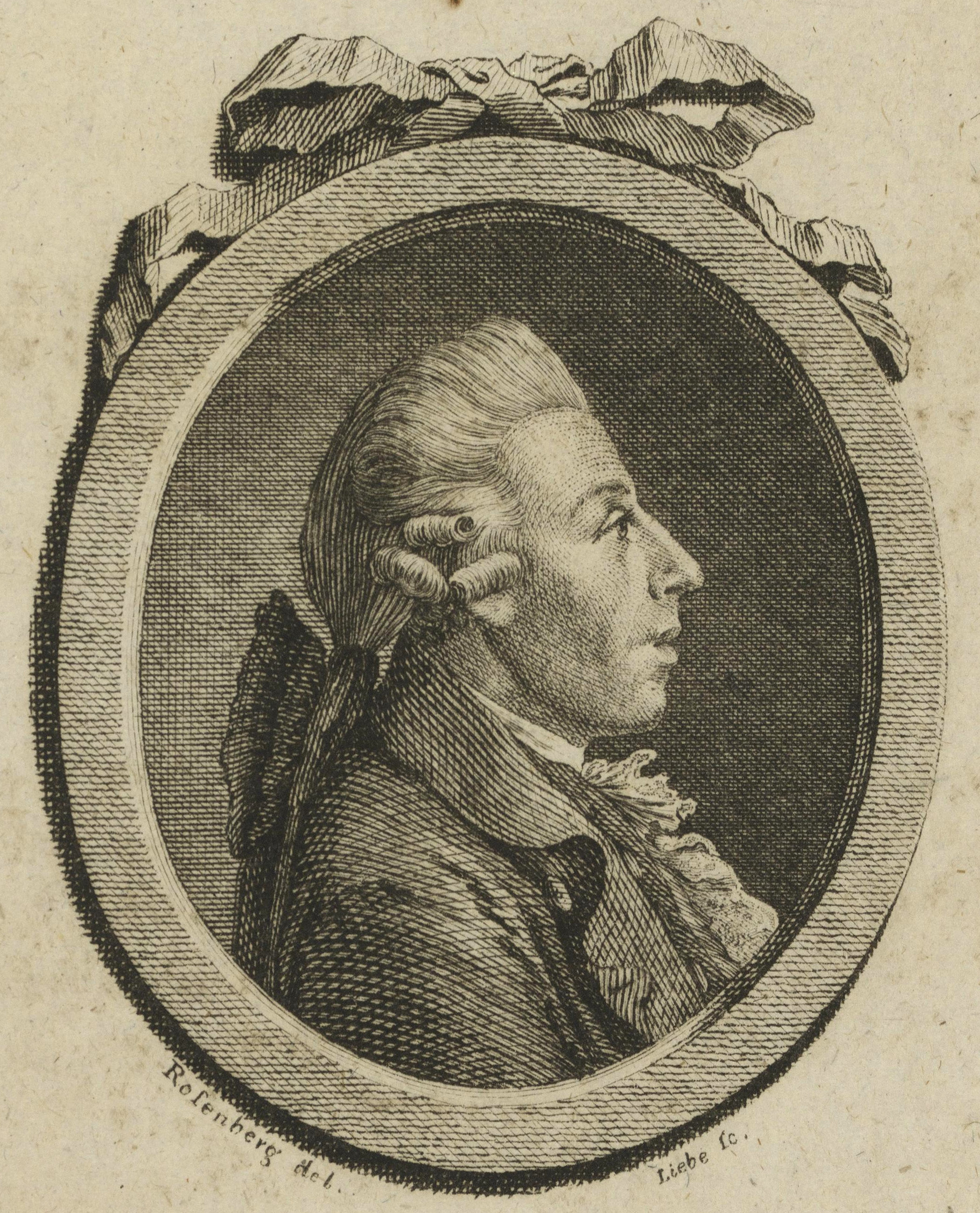
Крістіан Готлоб Нефе

Нефе народився 5 лютого 1748 року в Хемніці. Музики навчався в Лейпцигу під керівництвом Йоганна Адама Гіллера. Там само вивчав право в 1769—1771 роках. З 1776 року був диригентом оперної трупи Зейлера, разом з трупою здійснив поїздки в ряд німецьких міст. Також був диригентом театральних труп у Саксонії, Рейнсько-Майнської області, Боннському курфюрстському Національному театрі та близько 1780 року в трупі Гроссмана в Бонні. Проте скрізь робота не приносила йому багато грошей, і йому доводилося жити в злиднях.
У 1796 році Нефе влаштувався у Дессау, де став музичним директором театральної трупи. Тут його матеріальний стан трохи покращився. У Бонні Нефе був учителем Людвіга ван Бетховена (навчав грі на фортепіано, органі й композиції). Нефе оцінив талант Бетховена і відіграв важливу роль у його подальшому музичному розвитку. Він першим письмово сповістив про Бетховена (1783).
Нефе помер в 1798 році в Дессау. Незабаром після його смерті Ф. Рохліцем опублікував його автобіографію (Лейпциг, 1798—1799).

## Творчість
Нефе активно відстоював ідеї просвітництва. З творів Нефе найбільш відомі зингшпілі, в тому числі «Аптека» (Берлін, 1771), «Райок Амура» (Кенігсберг, 1772) та ін. Складав опери (наприклад, «Адельгайд фон Вельтхайм», Франкфурт-на-Майні, 1780), оперети, вокальні твори (оди Клопштока з мелодіями, 1776; «Путівник для любителів співу і фортепіано», 1780), п'єси для фортепіано.
Також Нефе належать монодрама «Софонісба» (Лейпциг, 1782), концерт для фортепіано з оркестром (1782), фантазія для чембало (1797), 6 фортепіанних сонат із супроводом скрипки (1776) і т. д.
Перекладав німецькою мовою оперні лібрето з французької та італійської. Нефе написав клавірні перекладання партитур опер Вольфганга Амадея Моцарта.